# Otto von Wedel
Otto Julius Leopold von Wedel (* 20. Juli 1769 in Silligsdorf; † 14. September 1813 in Berlin) war ein preußischer Offizier und Träger des Militärordens Pour le Mérite.

## Leben und familiäres Umfeld
Otto von Wedel war ein Spross des weitverzweigten, aus Stormarn stammenden und seit 1240 in Pommern schlossgesessenen Uradelsgeschtes Wedel. Er gehörte dem Haus Silligsdorf der Linie Mellen-Falkenburg an und wurde am 20. Juli 1769 in Silligsdorf geboren, dessen Gutsherr er war. Er starb am 14. September 1813 in Berlin. Otto von Wedel war seit dem 15. Oktober 1803 mit Klementine von der Goltz (1784–1860) verheiratet. Das Paar hatte einen Sohn, Eduard von Wedel (1813–1893), der Stifter und erster Fideikommissherr auf Silligsdorf, Mellen und Altenfließ war.

## Militärische Laufbahn
Wie viele Angehörige seiner Familie trat auch Otto von Wedel als Offiziersbewerber in die preußische Armee ein und wurde Infanterist. Bei Ausbruch des 1. Koalitionskrieges gegen das revolutionäre Frankreich war er Secondeleutnant im Regiment Herzog von Braunschweig zu Fuß. Unter dem preußischen Generalfeldmarschall Herzog von Braunschweig kämpfte er in der für Preußen erfolgreichen Schlacht bei Kaiserslautern und in dem Gefecht bei Bitsch und zeichnete sich dabei so sehr aus, dass ihn der Herzog von Braunschweig in einem Bericht vom 5. Dezember 1793 an König Friedrich Wilhelm II. von Preußen mit 39 anderen Offizieren zur Verleihung des Ordens pour le merite vorschlug. Der König entsprach Braunschweigs Vorschlägen mit Allerhöchster Kabinettsorder vom 11. Dezember 1793. In dieser Order heißt es unter anderem:

„….E.D. und L. [= Euer Durchlaucht und Liebden] gefälliges Schreiben vom 5. d. M. […] bezeige Ich […] Meinen aufrichtigen Dank für die trefflichen Dispositiones und deren herrliche Ausführung, wodurch die Absichten des Feindes so vollkommen vereitelt […] Mithin kann Ich unbedenklich meine völlige Zufriedenheit äußern. Diese bestimmt mich auch, alle von E.D. und L. vorgeschlagenen Gunstbezeugungen ohne Ausnahme zu genehmigen […] Ich überlase E.D. und L. 40 p.l.m. …“

In den nicht vollständig erhaltenen Verleihungsunterlagen sind nur 38 Namen überliefert, 2, darunter Otto von Wedel, fehlen; doch ist in der erhaltenen Regimentsliste vom 19. April 1794 vermerkt, dass er den p.l.m., allerdings für das Gefecht von Bitsch, erhalten hat.
Otto von Wedel diente weiter in der preußischen Armee und war zum Schluss Major im Regiment v. Courbiere. Ein Porträt von ihm, das ihn mit dem Orden Pour le Mérite zeigt, befindet sich im Genealogischen Handbuch des Adels, Band A XVII, Seite 532.